# Macaranga velutiniflora
Macaranga velutiniflora är en törelväxtart som beskrevs av S.J.Davies. Macaranga velutiniflora ingår i släktet Macaranga och familjen törelväxter. Inga underarter finns listade i Catalogue of Life.